# Limba seloniană

Distribuția triburilor baltice, c. 1200 î.Hr.

Limba seloniană a fost o limbă baltică vorbită de tribul baltic estic al selonienilor, care până în secolul al XV-lea locuiau în Selonia, un teritoriu din sud-estul Letoniei și nord-estul Lituaniei. În timpul secolelor XIII-XV, limba seloninană s-a pierdut ca urmare a asimilării selonienilor de către lituanieni.